# Nerita erythrostoma
Nerita erythrostoma is een slakkensoort uit de familie van de Neritidae. De wetenschappelijke naam van de soort is voor het eerst geldig gepubliceerd in 2004 door Eichhorst & Neville.